# Sollevamento pesi ai Giochi della XXX Olimpiade - 94 kg maschile
Le gare di sollevamento pesi della categoria fino a 94 kg dei giochi olimpici di Londra 2012 si sono svolte il 4 agosto 2012 presso l'ExCeL Exhibition Centre.
Il sollevatore ucraino Artem Ivanov è stato squalificato dalla gara per aver superato il limite di peso di 500 grammi.

## Doping
I risultati di questo evento sono stati significativamente modificati a seguito dei test antidoping eseguiti nel 2016 sui campioni biologici originali prelevati nel periodo delle gare.
Sei dei primi sette classificati sono stati squalificati in quanto i loro campioni del 2012 sono stati controanalizzati e giudicati positivi per la presenza di farmaci che migliorano le prestazioni vietati dai regolamenti, inclusi i tre medaglisti originali. Così, Saeid Mohammadpour dell'Iran, che aveva inizialmente terminato quinto, è stato dichiarato campione olimpico.
Il 6 ottobre 2016, l'IWF ha riferito che, a seguito delle rianalisi di campioni dei Giochi Olimpici del 2012, un campione di Norayr Vardanyan, che rappresentava l'Armenia, era risultato positivo. In linea con le norme e i regolamenti, l'IWF ha imposto sospensioni provvisorie a Vardanyan, che è stato successivamente squalificato.

## Programma
Tutti gli orari sono British Summer Time (UTC+1)
| Data                  | Ora   | Gruppo   |
| --------------------- | ----- | -------- |
| Sabato, 4 agosto 2012 | 15:30 | Gruppo B |
| Sabato, 4 agosto 2012 | 19:00 | Gruppo A |

## Record
Prima della competizione, i record olimpici e mondiali erano i seguenti:
| Record mondiale | Strappo | Kakhi Kakhiashvili Grecia | 188 kg | 27 novembre 1999 Atene, Grecia      |
| Record mondiale | Slancio | Szymon Kołecki Polonia    | 232 kg | 29 aprile 2000 Sofia, Bulgaria      |
| Record mondiale | Totale  | Kakhi Kakhiashvili Grecia | 412 kg | 27 novembre 1999 Atene, Grecia      |
| Record olimpico | Strappo | Kourosh Bagheri Iran      | 187 kg | 24 settembre 2000 Sydney, Australia |
| Record olimpico | Slancio | Ilya Ilin Kazakistan      | 226 kg | 17 agosto 2008 Pechino, Cina        |
| Record olimpico | Totale  | Ilya Ilin Kazakistan      | 406 kg | 17 agosto 2008 Pechino, Cina        |

Durante la competizione sono stati battuti i seguenti record:
| Record                            | Evento  | Atleta               | Valore | Data     |
| --------------------------------- | ------- | -------------------- | ------ | -------- |
| Record olimpico                   | Slancio | Ilya Ilin Kazakistan | 228 kg | 4 agosto |
| Record mondiale · Record olimpico | Totale  | Ilya Ilin Kazakistan | 413 kg | 4 agosto |
| Record mondiale · Record olimpico | Slancio | Ilya Ilin Kazakistan | 233 kg | 4 agosto |
| Record mondiale · Record olimpico | Totale  | Ilya Ilin Kazakistan | 418 kg | 4 agosto |

Tutti i risultati tuttavia sono risultati inficiati per il doping.

## Risultati
| Pos.    | Atleta                      | Nazione        | Gruppo | Peso  | Strappo (kg) | Strappo (kg) | Strappo (kg) | Strappo (kg) | Slancio (kg) | Slancio (kg) | Slancio (kg) | Slancio (kg) | Totale |
| Pos.    | Atleta                      | Nazione        | Gruppo | Peso  | 1            | 2            | 3            | Risultato    | 1            | 2            | 3            | Risultato    | Totale |
| ------- | --------------------------- | -------------- | ------ | ----- | ------------ | ------------ | ------------ | ------------ | ------------ | ------------ | ------------ | ------------ | ------ |
| Oro     | Saeid Mohammadpourkarkaragh | Iran           | A      | 94.00 | 177          | 180          | 183          | 183          | 219          | 224          | 226          | 219          | 402    |
| Argento | Kim Min-jae                 | Corea del Sud  | A      | 93.68 | 178          | 182          | 185          | 185          | 210          | 220          | 221          | 210          | 395    |
| Bronzo  | Tomasz Bernard Zieliński    | Polonia        | B      | 93.61 | 167          | 172          | 175          | 175          | 208          | 210          | 215          | 210          | 385    |
| 4       | Aliaksandr Makaranka        | Bielorussia    | B      | 93.65 | 165          | 170          | 175          | 175          | 200          | 205          | 209          | 209          | 384    |
| 5       | Kostyantyn Piliyev          | Ucraina        | B      | 93.59 | 160          | 166          | 166          | 166          | 200          | 206          | 206          | 206          | 372    |
| 6       | David Kavelasvili           | Grecia         | B      | 93.21 | 165          | 170          | 173          | 170          | 200          | 205          | 205          | 200          | 370    |
| 7       | Endri Karina                | Albania        | B      | 93.90 | 155          | 155          | 161          | 155          | 185          | 190          | 195          | 195          | 350    |
| 8       | Abbas Al-Qaisoum            | Arabia Saudita | B      | 93.06 | 140          | 150          | 155          | 155          | 171          | 180          | 185          | 180          | 335    |
| 9       | Peter Kirkbride             | Gran Bretagna  | B      | 93.37 | 138          | 142          | 142          | 138          | 180          | 185          | 190          | 190          | 328    |
| 10      | David Katoatau              | Kiribati       | B      | 93.32 | 135          | 140          | 140          | 140          | 185          | 190          | 190          | 185          | 325    |
| 11      | Cristopher Pavón            | Honduras       | B      | 93.20 | 130          | 135          | 140          | 140          | 170          | 177          | 180          | 180          | 320    |
| 12      | Miika Antti-Roiko           | Finlandia      | B      | 93.63 | 140          | 140          | 140          | 140          | 180          | 180          | 185          | 180          | 320    |
| 13      | Jean Greeff                 | Sudafrica      | B      | 93.32 | 130          | 137          | 141          | 137          | 170          | 175          | 176          | 176          | 313    |
| —       | Arsen Kasabiev              | Polonia        | A      | 93.56 | 170          | 174          | 174          | 170          | —            | —            | —            | —            | —      |
| dq      | Ilya Ilyin                  | Kazakistan     | A      | 93.52 | 177          | 182          | 185          | —            | 224          | 228          | 233          | —            | —      |
| dq      | Aleksandr Ivanov            | Russia         | A      | 93.30 | 180          | 185          | 185          | —            | 215          | 224          | 229          | —            | —      |
| dq      | Anatolie Cîrîcu             | Moldavia       | A      | 93.29 | 178          | 181          | 181          | —            | 220          | 226          | 228          | —            | —      |
| dq      | Andrey Demanov              | Russia         | A      | 93.85 | 175          | 180          | 182          | —            | 215          | 225          | 225          | —            | —      |
| dq      | Intigam Zairov              | Azerbaigian    | A      | 93.17 | 175          | 175          | 182          | —            | 215          | 223          | 225          | —            | —      |
| dq      | Almas Uteshov               | Kazakistan     | A      | 93.15 | 167          | 173          | 175          | —            | 213          | 220          | 225          | —            | —      |
| dq      | Norayr Vardanyan            | Armenia        | A      | 93.83 | 170          | 175          | 175          | —            | 210          | 216          | 216          | —            | —      |